# Philocorus montanum
Philocorus montanum är en tvåvingeart som beskrevs av Cortes 1976. Philocorus montanum ingår i släktet Philocorus och familjen parasitflugor. Inga underarter finns listade i Catalogue of Life.